# Ammeldingen an der Our
Ammeldingen an der Our là một xã ở huyện Bitburg-Prüm, trong bang Rheinland-Pfalz, phía tây nước Đức. Xã Ammeldingen an der Our có diện tích 2,62 km², dân số thời điểm ngày 30 tháng 6 năm 2006 là 9 người.